# Obere Argen und Seitentäler
Das Gebiet Obere Argen und Seitentäler ist ein 2005 durch das Regierungspräsidium Tübingen nach der Richtlinie 92/43/EWG (Fauna-Flora-Habitat-Richtlinie) angemeldetes Schutzgebiet (Schutzgebietskennung DE-8324-342) im Südosten des deutschen Landes Baden-Württemberg. Mit Verordnung des Regierungspräsidiums Tübingen vom 5. November 2018 (in Kraft getreten am 11. Januar 2019), wurde das Schutzgebiet ausgewiesen.

## Lage
Das rund 930 Hektar (ha) große Schutzgebiet Obere Argen und Seitentäler gehört naturräumlich zum Westallgäuer Hügelland. Seine vierzehn Teilgebiete liegen um Argenbühl und Wangen im Allgäu, entlang der Oberen Argen im Landkreis Ravensburg.

## Beschreibung
Das Schutzgebiet Obere Argen und Seitentäler wird als „alpin beeinflusste Flusslandschaft mit hoher Dynamik, tief eingeschnittenen Seitentälern und angrenzenden naturnahen Hang- und Auwäldern, Quellbereichen, sowie Seen, Weiher und Streuwiesen in extensiv genutzten Niedermoorgebieten“ beschrieben.

## Schutzzweck

### Lebensraumtypen
Die Vielfalt von trockenen und feuchten Lebensraumtypen im Schutzgebiet wird unter anderem mit „natürlichen nährstoffreiche Seen“, „Fließgewässern mit flutender Wasservegetation“, „Pfeifengraswiesen“, „feuchten Hochstaudenfluren“, „mageren Flachland-Mähwiesen“, „kalkreichen Sümpfen mit Schneidried“, „kalkreichen Niedermooren“, „Moorwälder“, „Auenwäldern mit Erlen, Eschen, Weiden“, „alpinen Flüssen mit Lavendel-Weiden-Ufergehölzen“ sowie „geschädigten Hochmooren“ beschrieben.
Folgende Lebensraumtypen nach Anhang I der FFH-Richtlinie kommen im Gebiet vor:
| EU Code | * | Lebensraumtyp (offizielle Bezeichnung)                                                                          | Kurzbezeichnung                                |
| ------- | - | --- | ---------------------------------------------- |
| 3150    |   | Natürliche eutrophe Seen mit einer Vegetation des Magnopotamions oder Hydrocharitions                           | Natürliche nährstoffreiche Seen                |
| 3160    |   | Dystrophe Seen und Teiche                                                                                       | Dystrophe Seen                                 |
| 3240    |   | Alpine Flüsse mit Ufergehölzen von Salix eleagnos                                                               | Alpine Flüsse mit Lavendel-Weiden-Ufergehölzen |
| 3260    |   | Flüsse der planaren bis montanen Stufe mit Vegetation des Ranunculion fluitantis und des Callitricho-Batrachion | Fließgewässer mit flutender Wasservegetation   |
| 6410    |   | Pfeifengraswiesen auf kalkreichem Boden, torfigen und tonig-schluffigen Böden (Molinion caeruleae)              | Feuchte Hochstaudenfluren                      |
| 6430    |   | Feuchte Hochstaudenfluren der planaren und montanen bis alpinen Stufe                                           | Feuchte Hochstaudenfluren                      |
| 6510    |   | Magere Flachland-Mähwiesen (Alopecurus pratensis, Sanguisorba officinalis)                                      | Magere Flachland-Mähwiesen                     |
| 7120    | * | Noch renaturierungsfähige degradierte Hochmoore                                                                 | Geschädigte Hochmoore                          |
| 7140    |   | Übergangs- und Schwingrasenmoore                                                                                | Übergangs- und Schwingrasenmoore               |
| 7150    |   | Torfmoor-Schlenken (Rhynchosporion)                                                                             | Torfmoor-Schlenken                             |
| 7210    | * | Kalkreiche Sümpfe mit Cladium mariscus und Arten des Caricion davallianae                                       | Kalkreiche Sümpfe mit Schneidried              |
| 7220    | * | Kalktuffquellen (Cratoneurion)                                                                                  | Kalktuffquellen                                |
| 7230    |   | Kalkreiche Niedermoore                                                                                          | Kalkreiche Niedermoore                         |
| 8210    |   | Kalkfelsen mit Felsspaltenvegetation                                                                            | Kalkfelsen mit Felsspaltenvegetation           |
| 91D0    | * | Moorwälder | Moorwälder                                     |
| 91E0    | * | Auen-Wälder mit Alnus glutinosa und Fraxinus excelsior (Alno-Padion, Alnion incanae, Salicion albae)            | Auenwälder mit Erle, Esche, Weide              |

### Lebensraumklassen
|                                                                 |                                                                 |  |      |      |
| Laubwald                                                        | Laubwald                                                        |  | 5 %  | 5 %  |
| Mischwald                                                       | Mischwald                                                       |  | 16 % | 16 % |
| Nadelwald                                                       | Nadelwald                                                       |  | 25 % | 25 % |
| Feuchtes und mesophiles Grünland                                | Feuchtes und mesophiles Grünland                                |  | 24 % | 24 % |
| Binnengewässer, stehend und fließend                            | Binnengewässer, stehend und fließend                            |  | 6 %  | 6 %  |
| Moore, Sümpfe und Uferbewuchs                                   | Moore, Sümpfe und Uferbewuchs                                   |  | 11 % | 11 % |
| Heide, Gestrüpp, meliorierte Grünland                           | Heide, Gestrüpp, meliorierte Grünland                           |  | 11 % | 11 % |
| Anderes Ackerland                                               | Anderes Ackerland                                               |  | 3 %  | 3 %  |
| Sonstiges (Städte, Straßen, Deponien, Gruben, Industriegebiete) | Sonstiges (Städte, Straßen, Deponien, Gruben, Industriegebiete) |  | 2 %  | 2 %  |
|                                                                 |                                                                 |  |      |      |

### Arteninventar
Folgende Arten von gemeinschaftlichem Interesse kommen im Gebiet vor:
| Bild                        | EU Code | * | Art                         | wissenschaftlicher Name     | Artengruppe           |
| --------------------------- | ------- | - | --------------------------- | --------------------------- | --------------------- |
| Vierzähnige Windelschnecke  | 1013    |   | Vierzähnige Windelschnecke  | Vertigo geyeri              | Schnecken             |
| Schmale Windelschnecke      | 1014    |   | Schmale Windelschnecke      | Vertigo angustior           | Schnecken             |
| Kleine Flussmuschel         | 1032    |   | Kleine Flussmuschel         | Unio crassus                | Muscheln              |
| Große Moosjungfer           | 1042    |   | Große Moosjungfer           | Leucorrhinia pectoralis     | Libellen              |
| Goldener Scheckenfalter     | 1065    |   | Goldener Scheckenfalter     | Euphydryas aurinia          | Schmetterlinge        |
| Steinkrebs                  | 1093    | * | Steinkrebs                  | Austropotamobius torrentium | Krebse                |
| Strömer                     | 1131    |   | Strömer                     | Leuciscus souffia agassizi  | Fische und Rundmäuler |
| Groppe                      | 1163    |   | Groppe                      | Cottus gobio                | Fische und Rundmäuler |
| Gelbbauchunke               | 1193    |   | Gelbbauchunke               | Bombina variegata           | Amphibien             |
| Großes Mausohr              | 1324    |   | Großes Mausohr              | Myotis myotis               | Säugetiere            |
| Biber                       | 1337    |   | Biber                       | Castor fiber                | Säugetiere            |
| Grünes Besenmoos            | 1381    |   | Grünes Besenmoos            | Dicranum viride             | Moose                 |
| Grünes Koboldmoos           | 1386    |   | Grünes Koboldmoos           | Buxbaumia viridis           | Moose                 |
| Firnisglänzendes Sichelmoos | 1381    |   | Firnisglänzendes Sichelmoos | Drepanocladus vernicosus    | Moose                 |
| Sumpf-Glanzkraut            | 1903    |   | Sumpf-Glanzkraut            | Liparis loeselii            | Pflanzen              |

Die ursprünglich ebenfalls für das Gebiet gemeldete Art Bechsteinfledermauskonnte nicht nachgewiesen werden.

### Zusammenhängende Schutzgebiete
Mit dem FFH-Gebiet „Obere Argen und Seitentäler“ sind folgende Gebiete als zusammenhängende Schutzgebiete ausgewiesen:
| Kennung      | Name | Ort/e                          | Flächenanteil [%] | Bild |
| ------------ | --- | ------------------------------ | ----------------- | ---- |
| NSG 4.066    | Hangquellmoor Epplings Kalkreiches Quellmoor am Talhang des oberen Argentales mit einem besonders schön ausgebildeten und artenreichen Kleinseggenried.                                                 | Wangen im Allgäu               | 1                 |      |
| NSG 4.194    | Gießenmoos (zwei Teilgebiete) Wertvolle Restflächen eines einst ausgedehnten Flach- und Quellmoorgebietes mit wichtigen landschaftsökologischen Ausgleichsfunktionen wie Wasserrückhalt und -reinigung. | Argenbühl, Wangen im Allgäu    | 1                 |      |
| NSG 4.216    | Staudacher Weiher Zwei Gewässer und Verlandungszonen und anschließende Feuchtwiesen; wichtiger Trittstein im Lebensraumverbund im württembergischen Allgäu.                                             | Argenbühl                      | 2                 |      |
| NSG 4.222    | Rotasweiher-Degermoos Überaus reich strukturierter Moorkomplex mit eingestreuten mineralischen Magerrasen; wichtiger Bestandteil im Lebensverbund von Feuchtgebieten im Württembergischen Allgäu.       | Wangen im Allgäu               | 5                 |      |
| NSG 4.282    | Argen Weitgehend natürlicher oder naturnaher Flusslauf mit Uferbereichen und Talhängen als Zeugnis von Erd- und Landschaftsgeschichte.                                                                  | Wangen im Allgäu               | 1                 |      |
| NSG 4.298    | Neuravensburger Weiher Weiher mit Verlandungszone als Brut- und Rastplatz für seltene und bedrohte Vogelarten von zum Teil europäischer Bedeutung.                                                      | Wangen im Allgäu-Neuravensburg | 4                 |      |
| LSG 4.36.023 | Moor- und Hügelland südlich Wangen im Allgäu | Wangen im Allgäu               | 21                |      |
| LSG 4.36.033 | Blauer See | Wangen im Allgäu               | 1                 |      |
| SPA 8324441  | Schwarzensee und Kolbenmoos Natürlicher eutropher See mit Verlandungsvegetation und Schilfgürtel und angrenzender Moorkomplex mit Feuchtgebüschen, Kleinseggenrieden, Streuwiesen und Feuchtwiesen.     | Wangen im Allgäu               |                   |      |

Auf bayerischer Seite schließt östlich von Wangen das FFH-Gebiet Allgäuer Molassetobel und südlich von Wangen das FFH-Gebiet Stockenweiler Weiher, Degermoos, Schwarzenbach an.